# Непереможні (фільм, 1942)
«Непереможні» (рос. Непобедимые) — перший в історії радянський повнометражний художній фільм про Німецько-радянську війну, кінематографісти «Ленфільму» почали напівдокументальні зйомки восени 1941 року в блокадному Ленінграді, а завершили знімати і змонтували фільм вже в евакуації.

## Сюжет
Осінь 1941 року. Навколо Ленінграда зімкнулося кільце Блокади, лінія фронту підходить до Колпіно. Настя Ковальова — молодий інженер Іжорського заводу з натовпом біженців йде в Ленінград, але в заплічному мішку забирає не улюблені сукні, а свої креслення — вона йде на Кіровський завод, до інженера-конструктора Родіонова, який їй колись пропонував працювати разом. У важкі дні блокади, в неймовірний холод і голод, коли лінія фронту проходить вже вздовж паркану заводу, вона буде скромно трудитися в конструкторському бюро. Особливого подвигу Настя не зробить — буде працювати, скільки вистачить сил, чекатиме з фронту близьких, буде вірити в перемогу… але тільки з її непомітною допомогою Родіонов зможе налагодити випуск нового танка.

## У ролях
- Борис Бабочкін —  Микола Петрович Родіонов, інженер-конструктор Кіровського заводу
- Тамара Макарова —  Настя Ковальова, інженер з Іжорського заводу
- Олександр Хвиля —  Дмитро Пронін, батальйонний комісар
- Микола Черкасов-Сергєєв —  Родіонов-батько
- Петро Алейников —  Гриша, шофер, танкіст
- Борис Блінов —  Гриша Бондарець
- Микола Дубинський —  Власов
- М. Мітрушенко —  хлопчик Сергійко
- Емма Макарова —  дівчинка Ганнуся
- Василь Зайчиков —  секретар парткому
- Григорій Кириллов —  Красношеєв
- Віктор Ключарьов —  епізод
- Михайло Мухін —  професор
- Валентина Телегіна —  дружинниця

## Знімальна група
- Режисери — Сергій Герасимов, Михайло Калатозов
- Сценаристи — Михайло Блейман, Сергій Герасимов, Михайло Калатозов
- Оператори — Аркадій Кольцатий, Моїсей Магід
- Композитор — Венедикт Пушков
- Художник — Анатолій Босулаєв